# Krampia opaca
Krampia opaca är en rundmaskart som först beskrevs av Allgen 1953.  Krampia opaca ingår i släktet Krampia och familjen Oncholaimidae. Arten är reproducerande i Sverige. Inga underarter finns listade i Catalogue of Life.